# Maria Antonina Ankiewicz
Maria Antonina Ankiewicz, (ur. 31 marca 1900 w Warszawie, zm. 10 marca 1984 tamże) – polska dziennikarka i publicystka, feministka
Ukończyła z odznaczeniem gimnazjum Leonii Rudzkiej w Warszawie, a następnie Kursy Handlowe Henryka Hankowskiego oraz klasę śpiewu prof. Wacława Brzezińskiego w konserwatorium warszawskim. Odbyła też studia w Wolnej Wszechnicy Polskiej.
Podczas wojny polsko-bolszewickiej działała Radzie Głównej Opiekuńczej, prowadząc prace oświatowe wśród dzieci ulicy w Warszawie (1918–1920). Od 1927 współpracowała z wieloma redakcjami gazet, głównie prasy kobiecej, m.in. "Bluszczu", "Kobiety w Świecie i Domu", "Świata Kobiecego", "Kobiety Współczesnej", "La Femmne Polonaise", "Pani Domu", "Rodziny Polskiej", "Mojego Domu", "Przeglądu Kobiecego", "Urody". W latach 1926-1933 pracował w Polskim Radiu jako inicjatorka i kierowniczka działu kobiecego.
Członkini wielu organizacji społecznych i feministycznych m.in. Związku Pracy Obywatelskiej Kobiet.

## Życie prywatne
Córka Ładysława Wacławowicza (1850-1913) i Pelagii z Ziemniewiczów (1863-1954). Od 31 stycznia 1921 żona Stanisława Ankiewicza, mieli syna żołnierza Armii Krajowej i powstańca warszawskiego Andrzeja Władysława (1922-2015). Pochowana w grobowcu rodzinnym na Powązkach.